# Скрилли, Мария
Мария Скрилли или Мария Тереза Иисуса (итал. Maria Teresa dell Gesu; 15 мая 1825, Монтеварки, Ареццо, Италия — 14 ноября 1889, Флоренция, Италия) — блаженная Римско-католической церкви, монахиня, основательница монашеской конгрегации Сестёр Нашей Госпожи Кармельской (СNSC).

## Биография
Мария Скрилли родилась в состоятельной и влиятельной семье. В отрочестве она перенесла серьёзное заболевание, приковавшее её на два года к кровати. Своё исцеление девочка приписывала заступничеству святого мученика Флоренция. После выздоровления она почувствовала стремление к монашескому призванию и 28 мая 1846 года, преодолев сопротивление со стороны родителей, вступила в монастырь босых кармелиток Санта-Мария дельи Анджели во Флоренции. В нём некогда подвизалась святая Мария Магдалина, чья биография оказала большое влияние на духовное становление Марии. За два месяца, проведённых ею в обители, Мария Скрилли поняла, что Господь требует от неё другого служения. Девушка вернулась в Монтеварки, пытаясь понять Божий замысел о себе.
В 1852 году ею была открыта на дому небольшая школа для девочек. Вскоре к ней присоединились и другие девушки, а школа была признана светскими властями и Марию назначили её директором. Мария Скрилли, занимаясь с детьми, увидела необходимость в основании новой монашеской конгрегации, посвящённой исключительно образованию и воспитанию девочек, особенно в сельской местности. 15 октября 1854 года во Фьезоле Мария Скрилли, получив благословение епископа Франциска Бронцуолли, вместе с тремя соратницами, приняла монашеское облачение кармелитов и взяла новое имя Марии Терезы Иисуса, став терциарной кармелиткой. 27 мая 1855 года новую конгрегацию одобрил великий герцог Тосканы Леопольд II Австрийский. Таким образом было положено начало конгрегации Сестёр Божией Матери Кармельской (CNCI).
Марии Тереза Иисуса была избрана настоятельницей новой конгрегации. Объединение Италии в единое государство повлекло за собой рост антиклерикализма и влияния масонства и в 1860 году новые власти запретили деятельность новой монашеской конгрегации. Окончательно свою деятельность община прекратила спустя два года.
Мария Тереза Иисуса переехала во Флоренцию 18 марта 1878 года, где с благословения архиепископа Евгения Чеккони смогла восстановить конгрегацию. Во Флоренции она открыла школу и интернат для бедных девочек и продолжила своё служение, помогая нуждающимся.
Мария Тереза Иисуса скончалась 14 ноября 1889 года во Флоренции.

## Прославление
8 октября 2006 года кардинал Хосе Сарайва Мартинс по благословению папы Бенедикта XVI причислил Марию Терезу Иисуса к лику блаженных.
Её литургическая память совершается 13 ноября.